# برایتبارت نیوز
برایتبارت نیوز (انگلیسی: Breitbart News) وبسایت خبری و نظری آمریکایی از نظر سیاسی محافظه‌کار است که در سال ۲۰۰۷ از سوی اندرو برایتبارت (۱۹۶۹–۲۰۱۲) کارآفرین و صاحب نظر محافظه کار بنیان گذاشته شده‌است.
مقر برایتبارت در لس آنجلس، کالیفرنیاست و دفاتری در تگزاس، لندن و اورشلیم دارد. الکسندر مارلو به عنوان سردبیر آن فعالیت می‌کنند. استون بنن پیش تر به عنوان رئیس اجرایی هیئت مدیره آن فعالیت می‌کرد.